# Козики-Ольшини
Козики-Ольшини (пол. Koziki-Olszyny) — село в Польщі, у гміні Кольно Кольненського повіту Підляського воєводства.
Населення — 122 особи (2011).
У 1975-1998 роках село належало до Ломжинського воєводства.

## Демографія
Демографічна структура станом на 31 березня 2011 року:
|          | Загалом | Допрацездатний вік | Працездатний вік | Постпрацездатний вік |
| -------- | ------- | ------------------ | ---------------- | -------------------- |
| Чоловіки | 68      | 22                 | 37               | 9                    |
| Жінки    | 54      | 10                 | 29               | 15                   |
| Разом    | 122     | 32                 | 66               | 24                   |